# Heterotoma
Heterotoma es un género monotípico de plantas  perteneciente a la familia Campanulaceae. Su única especie: Heterotoma lobelioides Zucc.  es originaria de México hasta Centroamérica.

## Taxonomía
Heterotoma lobelioides fue descrita por  Joseph Gerhard Zuccarini y publicado en Flora 15(2, Beibl.): 101. 1832.
Variedades
- Heterotoma lobelioides subsp. glabra (T.J.Ayers) Lammers
- Heterotoma lobelioides subsp. lobelioides

Sinonimia:
- Lobelia lobelioides (Zucc.) Koopman & T.J.Ayers	[3]

subsp. lobelioides
- Heterotoma tonelii Ortgies ex Regel
- Lobelia calcarata Bertol.
- Myopsia mexicana C.Presl